# Llista de consellers generals d'Andorra (IX Legislatura)

Composició del Consell General.
Demòcrata: 13 consellers
Concòrdia: 5 consellers
Socialdemòcrata: 3 consellers
Andorra Endavant: 3 consellers
Ciutadans Compromesos: 3 consellers
Conseller no adscrit

Aquesta és una llista dels consellers generals d'Andorra de la IX legislatura. Els membres del Consell General d'Andorra van ser elegits en les eleccions generals del 2023. A l'inici de la legislatura es van constituir cinc grups parlamentaris: el Demòcrata (13 consellers), Concòrdia (5), el Socialdemòcrata (3), Andorra Endavant (3) i Ciutadans Compromesos (3). El conseller liberal Víctor Pintos, que es presentà en coalició amb Demòcrates a Andorra la Vella, va restar com a no adscrit.

## Consellers

### Sindicatura
|  | Nom                     | Imatge | Grup parlamentari | Circumscripció      | Legislatures anteriors | Inici mandat       | Fi mandat | Càrrec                       |
|  | ----------------------- | ------ | ----------------- | ------------------- | ---------------------- | ------------------ | --------- | ---------------------------- |
|  | Carles Enseñat Reig     |        | Demòcrata         | Nacional            | V, VI, VII, VIII       | 26 d'abril de 2023 |           | Síndic general               |
|  | Alexandra Codina Tort   |        | CC (DA)           | Ordino              | VIII                   | 26 d'abril de 2023 |           | Subsíndica general           |
|  | Maria Àngels Aché Feliu |        | Concòrdia         | Sant Julià de Lòria |                        | 26 d'abril de 2023 |           | Secretària de la Sindicatura |
|  | Carolina Puig Montes    |        | Demòcrata         | Nacional            |                        | 26 d'abril de 2023 |           | Secretària de la Sindicatura |

### Resta del Ple
|  | Nom                                     | Imatge                                  | Grup parlamentari     | Circumscripció           | Legislatures anteriors | Inici mandat           | Fi mandat          | Càrrec |
|  | --------------------------------------- | --------------------------------------- | --------------------- | ------------------------ | ---------------------- | ---------------------- | ------------------ | ------ |
|  | Meritxell Alcobé Font                   |                                         | Demòcrata             | Canillo                  |                        | 25 de maig de 2023     |                    |        |
|  | Noemí Amador Pérez                      |                                         | Andorra Endavant      | Nacional                 |                        | 8 de maig de 2023      |                    |        |
|  | Pere Baró Rocamonde                     |                                         | Socialdemòcrata       | Nacional                 |                        | 26 d'abril de 2023     |                    |        |
|  | Pol Bartolomé Areny                     |                                         | Concòrdia             | Sant Julià de Lòria      |                        | 26 d'abril de 2023     |                    |        |
|  | Salomó Benchluch Ayach                  |                                         | Demòcrata             | les Escaldes i Engordany |                        | 25 de maig de 2023     |                    |        |
|  | Alain Cabanes Galian                    |                                         | Demòcrata             | Andorra la Vella         |                        | 26 d'abril de 2023     | 19 de maig de 2023 |        |
|  | Jordi Casadevall Touseil                |                                         | Concòrdia             | Nacional                 |                        | 26 d'abril de 2023     |                    |        |
|  | Guillem Casal Font                      |                                         | Demòcrata             | Canillo                  |                        | 26 d'abril de 2023     | 16 de maig de 2023 |        |
|  | Berna Coma González                     | Berna Coma González                     | Demòcrata             | Ordino                   | VIII                   | 26 d'abril de 2023     |                    |        |
|  | Cerni Escalé Cabré                      |                                         | Concòrdia             | Nacional                 |                        | 26 d'abril de 2023     |                    |        |
|  | Xavier Espot Zamora                     | Xavier Espot Zamora                     | Demòcrata             | Nacional                 |                        | 26 d'abril de 2023     | 10 de maig de 2023 |        |
|  | Raül Ferré Bonet                        |                                         | Ciutadans Compromesos | Nacional                 |                        | 26 d'abril de 2023     | 16 de maig de 2023 |        |
|  | Jordi Jordana Rosell                    |                                         | Demòcrata             | Canillo                  |                        | 26 d'abril de 2023     |                    |        |
|  | Manuel Linares Folgueiras               |                                         | Ciutadans Compromesos | Nacional                 |                        | 25 de maig de 2023     |                    |        |
|  | Meritxell López Guitart                 |                                         | Demòcrata             | Nacional                 |                        | 26 d'abril de 2023     |                    |        |
|  | Marc Magallón Font                      |                                         | Demòcrata (Acció)     | les Escaldes i Engordany |                        | 26 d'abril de 2023     |                    |        |
|  | Trinitat Marín González                 |                                         | Demòcrata             | les Escaldes i Engordany |                        | 26 d'abril de 2023     | 16 de maig de 2023 |        |
|  | Pere Marsenyach Bataille                |                                         | Demòcrata             | Encamp                   |                        | 25 de maig de 2023     |                    |        |
|  | Conxita Marsol Riart                    | Conxita Marsol Riart                    | Demòcrata             | Andorra la Vella         |                        | 26 d'abril de 2023     | 16 de maig de 2023 |        |
|  | Maria Martisella González               |                                         | Demòcrata             | Encamp                   |                        | 26 d'abril de 2023     |                    |        |
|  | David Montané Amador                    |                                         | Demòcrata             | La Massana               |                        | 26 d'abril de 2023     |                    |        |
|  | Carine Montaner Raynaud                 |                                         | Andorra Endavant      | Nacional                 |                        | 26 d'abril de 2023     |                    |        |
|  | Marc Monteagudo Torres                  |                                         | Andorra Endavant      | Nacional                 |                        | 25 de maig de 2023     |                    |        |
|  | Carles Naudi d'Areny-Plandolit Balsells | Carles Naudi d'Areny-Plandolit Balsells | Ciutadans Compromesos | La Massana               | VII, VIII              | 26 d'abril de 2023     |                    |        |
|  | Víctor Pintos Morell                    |                                         | No adscrit (LA)       | Andorra la Vella         |                        | 25 de maig de 2023     |                    |        |
|  | Judith Salazar Álvarez                  |                                         | Socialdemòcrata       | Nacional                 |                        | 26 d'abril de 2023     |                    |        |
|  | Núria Segués Daina                      |                                         | Concòrdia             | Nacional                 |                        | 26 d'abril de 2023     |                    |        |
|  | Gemma Riba Casal                        |                                         | Demòcrata             | Nacional                 |                        | 25 de maig de 2023     |                    |        |
|  | Sílvia Riva González                    |                                         | Demòcrata             | Andorra la Vella         |                        | 30 de novembre de 2022 |                    |        |
|  | Jordi Torres Falcó                      |                                         | Demòcrata             | Encamp                   |                        | 26 d'abril de 2023     | 16 de maig de 2023 |        |
|  | Susanna Vela Palomares                  |                                         | Socialdemòcrata       | Nacional                 |                        | 26 d'abril de 2023     |                    |        |

### Substitucions
|  | Conseller substituït    | Grup                  | Baixa     | Motiu                                                                                                | Conseller substitut       | Grup                  | Alta      |
|  | ----------------------- | --------------------- | --------- | --- | ------------------------- | --------------------- | --------- |
|  | Xavier Espot Zamora     | Demòcrata             | 10/5/2023 | Deixa vacant l'escó per haver estat elegit cap de Govern.                                            | Gemma Riba Casal          | Demòcrata             | 25/5/2023 |
|  | Raül Ferré Bonet        | Ciutadans Compromesos | 16/5/2023 | Deixa vacant l'escó per haver estat nomenat ministre de Territori i Urbanisme.                       | Manuel Linares Folgueiras | Ciutadans Compromesos | 25/5/2023 |
|  | Guillem Casal Font      | Demòcrata             | 16/5/2023 | Deixa vacant l'escó per haver estat nomenat ministre de Medi Ambient, Agricultura i Ramaderia.       | Meritxell Alcobé Font     | Demòcrata             | 25/5/2023 |
|  | Jordi Torres Falcó      | Demòcrata             | 16/5/2023 | Deixa vacant l'escó per haver estat nomenat ministre de Turisme i Comerç.                            | Pere Marsenyach Bataille  | Demòcrata             | 25/5/2023 |
|  | Conxita Marsol Riart    | Demòcrata             | 16/5/2023 | Deixa vacant l'escó per haver estat nomenada ministra de Presidència, Economia, Treball i Habitatge. | Víctor Pintos Morell      | No adscrit            | 25/5/2023 |
|  | Trinitat Marín González | Demòcrata             | 16/5/2023 | Deixa vacant l'escó per haver estat nomenada ministra d'Afers Socials i Funció Pública.              | Salomó Benchluch Ayach    | Demòcrata             | 25/5/2023 |
|  | Alain Cabanes Galian    | Demòcrata             | 19/5/2023 | Deixa vacant l'escó per haver estat nomenat secretari d'Estat d’Esports i Joventut.                  | Sílvia Riva González      | Demòcrata             | 25/5/2023 |